# Guvernoratul Ad Dali'
Ad Dali' (în arabă:الضالع) este un guvernorat în Yemen. Reședința sa este orașul Ad Dali'.